# Stemonurus fulgineus
Stemonurus fulgineus là một loài thực vật có hoa trong họ Stemonuraceae. Loài này được (Elmer) R.A. Howard miêu tả khoa học đầu tiên năm 1940.